# Бенито Хуарез Мирамар (Окосинго)
Бенито Хуарез Мирамар (шп. Benito Juárez Miramar) насеље је у Мексику у савезној држави Чијапас у општини Окосинго. Насеље се налази на надморској висини од 239 м.

## Становништво
Према подацима из 2010. године у насељу је живело 396 становника.

### Хронологија
| Година       | 2000          | 2005            | 2010            |
| ------------ | ------------- | --------------- | --------------- |
| Становништво | 190 (95 / 95) | 220 (101 / 119) | 396 (198 / 198) |

### Попис
| # | Индикатор                     | Вредност |
| - | ----------------------------- | -------- |
| 1 | Укупно домаћинстава           | 132      |
| 2 | Укупно насељених домаћинстава | 132      |
| 3 | Величина локације             | 2        |